# Jean-Baptiste Daniel de Lamazières
Pour les articles homonymes, voir Lamazières.
Jean-Baptiste Guillaume Daniel de Lamazières (né le 6 mars 1812 à Saint-Léonard-de-Noblat (Haute-Vienne) et mort le 24 octobre 1906 à Sauviat-sur-Vige (Haute-Vienne)) est un homme politique français.

## Biographie
Opposant à la Monarchie de Juillet, il est député de la Haute-Vienne en 1849, siégeant à Gauche, à la Montagne. Compromis dans la journée du 13 juin 1849, il est déporté et ne rentre en France qu'en 1859. Maire de Saint-Léonard-de-Noblat, conseiller général, il est député de la Haute-Vienne de 1885 à 1889, siégeant au groupe de la Gauche radicale.

## Sources
- « Jean-Baptiste Daniel de Lamazières », dans Adolphe Robert et Gaston Cougny, Dictionnaire des parlementaires français, Edgar Bourloton, 1889-1891 [détail de l’édition]
- « Jean-Baptiste Daniel de Lamazières », dans le Dictionnaire des parlementaires français (1889-1940), sous la direction de Jean Jolly, PUF, 1960 [détail de l’édition]